# نقشه شیطانی دکتر فومانچو
نقشه شیطانی دکتر فومانچو فیلمی کمدی محصول سال ۱۹۸۰ است. این فیلم به این خاطر که آخرین فیلمی بود که پیتر سلرز، کلمان هراری و دیوید تاملینسون در آن بازی کردند مشهور شد.